# 威文·史崔克蘭
小威文·羅拔·史崔克蘭（英語：Wayman Robert Strickland Jr.，1970年2月3日—），生於美國加利福尼亞州聖荷西，已退役美國籃球運動員，司職控球後衛，現時擔任加利福尼亞州立大學籃球隊教練。

## 籃球生涯
威文生於美國加利福尼亞州聖荷西，中學時代就讀於大主教萊爾頓中學，到1988年即其高中生涯的最後一年，帶領校隊獲得地區高中聯賽冠軍，而且獲得地區最佳球員榮譽，這讓他獲得一份來自屬NCAA一級的西海岸聯盟大學聖地亞哥大學的籃球獎學金。他從大學二年級即是1989/90賽季，開始成為校隊主力，而該賽季威文創下的場均搶斷數字至今仍保持在聖地亞哥大學搶斷榜。雖然三四年級多數時候充當球隊後備，但在球隊的得分和三分命中率以及助攻榜上卻總是名列前茅，他於1997年帶領威立橫掃香港球壇，在兩屆超級工商盃都評為最有價值球員和得分王，其後他更隨隊以香港甲一聯賽冠軍身份的威立代表香港出征印尼角逐亞洲冠軍球會盃，更協助威立奪得亞洲冠軍球會盃冠軍，寫下香港籃運歷史一頁，而是役貢獻12分的他賽後則榮膺當屆亞冠盃最有價值球員，叱吒一時，更與威立中鋒隊友史賓沙堪稱本地籃壇最佳外援，離開香港後加盟中國球隊成為超級球星，先後在當地效力三個賽季，後來由於年齡的問題，而且外援水平也逐年上升，他的優勢已經不那麼明顯退役，總結他在歐洲和亞洲度過其九年的職業籃球生涯，更被評為亞洲籃球錦標賽的頂尖控衛。

## 退役生活
威文退役後決定回歸校園修讀碩士課程得而繼續，以籃球作為事業有安穩的生活，在1988年至1992年Strickland在聖地亞哥大學任職四年，於1992年從聖地牙哥大學獲得工商管理學士學位，並獲得聖瑪麗學院運動管理碩士學位，現居加利福尼亞州，已婚和育有一對子女，兼在加利福尼亞州立大學擔任大學籃球隊教練，主要是帶領女子隊，更在2017年9月3日百忙中專程抽空回港參加「威立亞冠王者廿戴情」聚會。

## 外部連結
- 威文·史崔克蘭在Sports-Reference.com（NCAA）（英语）
- 威文·史崔克蘭在Eurobasket.com（球員）（英语）